# Alexander Esswein
 Alexander Esswein (Worms, 25 maart 1990) is een Duits voetballer die doorgaans als linksbuiten speelt. Hij verruilde Hertha BSC in oktober 2020 voor SV Sandhausen.

## Clubcarrière
Esswein stroomde in 2007 door vanuit de jeugdopleiding van FC Kaiserslautern. Daarvoor maakte hij op 17 december 2007 zijn debuut in het eerste elftal, op dat moment actief in de 2. Bundesliga. De tegenstander die dag was FC Köln. Esswein verruilde Kaiserslautern in 2008 voor VfL Wolfsburg. Hier speelde hij hoofdzakelijk in het tweede team. Esswein tekende in augustus 2010 vervolgens voor Dynamo Dresden, op dat moment actief in de 3. Liga. Hiervoor speelde hij 31 competitiewedstrijden en scoorde hij zeventien doelpunten. Na één seizoen ging hij in op een aanbieding van  FC Nürnberg, dan spelend in de Bundesliga. De club betaalde €200.000,- euro voor hem.

## Interlandcarrière
Esswein kwam uit voor diverse Duitse jeugdelftallen.

## Erelijst
| Kampioen Bundesliga | 1x | 2008/09 |